# Jean Pruche
Jean Pruche est un homme politique français né le 8 juin 1732 à Cumières (Marne) et décédé le 25 avril 1814 à Dormans (Marne).
Il est député du tiers état aux états généraux de 1789 pour le bailliage de Sézanne. Il siège dans la majorité.

## Sources
- « Jean Pruche », dans Adolphe Robert et Gaston Cougny, Dictionnaire des parlementaires français, Edgar Bourloton, 1889-1891 [détail de l’édition]